# Milt Franklyn
Milt Franklyn (Cidade de Nova Iorque, 16 de setembro de 1897 - Hollywood, 24 de abril de 1962) foi um compositor estadunidense que trabalhou nas curtas-metragens de animação da Warner Bros chamadas Looney Tunes.

## Biografia
Franklyn nasceu na cidade de Nova York em 16 de setembro de 1897, com o casamento de Julius B. Frumkin (1874–1913) e Fanny Hertzberg (solteira; 1876–1932). Julius Frumkin era o proprietário da loja de charutos Frumkin em Salt Lake City , especialmente a loja de charutos Mission, no número 139 da South Main Street. Franklyn tinha três anos quando sua família se mudou de Nova York para Salt Lake City . Franklyn cursou o ensino médio em Salt Lake City e se formou em 10 de junho de 1915. Ele terminou um ano na Universidade de Utah . Ele foi o campeão estadual de tênis júnior em Utah por seis anos.  Os próximos dois anos foram passados na Universidade da Califórnia, Berkeley, então ele começou um semestre na Universidade da Pensilvânia quando foi chamado para servir na Primeira Guerra Mundial. Franklyn não serviu no exterior; ele treinou como oficial da Marinha por três meses e então o Armistício foi assinado em 11 de novembro de 1918. Ele retornou a Berkeley para terminar seus estudos. 
Como Franklyn tocava vários instrumentos, ele se juntou a uma banda em San Francisco e nos anos seguintes tocou nos hotéis Palace e St. Francis . Ele começou sua própria orquestra de nove instrumentos, conhecida várias vezes como a Peninsula Band,  os Super Solistas e os Merrimakers, e apareceu em San Mateo (1926 a junho de 1927), onde também possuía uma loja de música,  e San Jose (1928 a janeiro de 1929), onde foi Mestre de Cerimônias e escreveu revistas para o California Theatre  antes de seguir para Fresno e Oakland . Por dois anos ele foi mestre de cerimônias com Fanchon e Marco na Fox West Coast emSan Diego ; diretor musical e mestre de cerimônias da Paramount Publix Corporation, viajando para Seattle , Denver , Houston e Toledo ; e finalmente trabalhou no circuito de Loew em Providence, Rhode Island e New York City de 1933 a 1935. Franklyn deixou o vaudeville para ir para Hollywood em 1935 e passou um ano fazendo trabalhos ocasionais.
No início de 1936, ele ingressou na Warner Bros. como arranjador musical de Carl Stalling , tornando-se diretor musical em 1954. O primeiro desenho animado com Franklyn como compositor foi Bugs and Thugs , lançado em 1954, embora Franklyn tenha estimado na época seu 599º desenho para a Warners foi Perfumance Passado .  Franklyn sempre compunha suas pontuações em casa no início da manhã; ele apenas foi ao estúdio para assistir a Warner Bros. Orchestra de 30 peças gravar a música ou para ver o desenho animado. Entre as canções que Franklyn compôs com o diretor Chuck Jones e o escritor Michael Maltese está The Michigan Rag para o desenho animado de 1955 One Froggy Evening, apresentando Michigan J. Frog .  No entanto, o banco de dados ASCAP lista apenas maltês como o compositor. Ele se tornou o único compositor em 1958 após a aposentadoria de Stalling. 

## Morte
Franklyn morreu de ataque cardíaco em 24 de abril de 1962. No momento de sua morte, Franklyn estava compondo a trilha de um desenho animado do Tweety , The Jet Cage (em Portugal, Gaiola a Jacto). Os primeiros dois minutos do desenho animado foram marcados por Franklyn, o restante por William Lava , que estava trabalhando no lote principal da Warner Bros. e o substituiu como diretor musical. Os créditos de abertura do Jet Cage listam Franklyn e não Lava, enquanto o banco de dados ASCAP credita Franklyn pela composição do título de abertura, sem menção a Lava, mas uma mudança no estilo de composição do desenho animado é perceptível.
Nota: A partir dos dois minutos e trinta e sete segundos, na parte em que Frajola observa Piu Piu a voar e ouve-se melodias de voo, a tela fica escura. Quando reabre, é possível reparar uma mudança de estilo de composição. Portanto, a partir daí, Lava passa a compor.  
Franklyn ingressou na ASCAP em 1954 e era membro da Academy of TV Arts and Sciences. Ele e sua esposa Charlotte K. Franklyn eram democratas registrados. 
Após sua morte, a música de Franklyn também apareceu em Bugs Bunny na Broadway . 